# 悲しき慕情
「悲しき慕情」（かなしきぼじょう、原題：Breaking Up Is Hard To Do）は、ニール・セダカが1962年に発表した楽曲。作曲・歌唱を通じて、セダカにとって初の全米1位を記録した。1975年にバラード・バージョンを発表し、翌年全米8位を記録。作詞：ハワード・グリーンフィールド、作曲：ニール・セダカ。

## カバー
- ザ・ハプニングス 1968年 全米67位[2]
- レニー・ウェルチ 1970年 全米34位[2]
- パートリッジ・ファミリー 1972年 全英3位[3]
- カーペンターズ 1976年 アルバム『見つめあう恋』収録 オリコン71位[4]
- Mi-Ke 1993年 アルバム『甦る60's 涙のバケーション』収録
- Aimer 2012年 アルバム『Bitter & Sweet』収録